# الحليياني الاسفل (ردمان)

تعديل مصدري - تعديل

الحليياني الاسفل هي إحدى قرى عزلة ال عامر حوران بمديرية ردمان التابعة لمحافظة البيضاء، بلغ تعداد سكانها 141 نسمة حسب تعداد اليمن لعام 2004.